# Marzano Appio
Marzano Appio – miejscowość i gmina we Włoszech, w regionie Kampania, w prowincji Caserta.
Według danych na rok 2004 gminę zamieszkiwało 3110 osób, 111,1 os./km².